# Ulrich Stadtmüller
Ulrich Stadtmüller (* 17. Oktober 1951 in Singen) ist ein deutscher Mathematiker und Hochschullehrer. Der Schwerpunkt seiner Arbeit liegt in der Wahrscheinlichkeitstheorie und Statistik.

## Leben
Stadtmüller studierte ab 1971 an der Universität Ulm. Nach seinem Studienabschluss in Mathematik mit Nebenfach Physik blieb er dem Wissenschaftsbetrieb treu und promovierte 1977 bei Alexander Peyerimhoff über „Nullstellen gewisser Potenzreihen“. Anschließend forschte er längere Zeit in Kanada, ehe er sich in Ulm habilitierte. Ab 2004 war Stadtmüller Dekan der Ulmer Fakultät für Mathematik und Wirtschaftswissenschaften. 2006 wurde er als Nachfolger von Werner Kratz erstmals zum Vizepräsidenten für die Lehre gewählt. 2009 und 2012 wurde er jeweils erneut für drei Jahre in dem Amt bestätigt.
Im Rahmen seiner Forschungs- und Lehrtätigkeit stehen bei Stadtmüller die parameterfreie Statistik und die Extremwerttheorie im Vordergrund. Dabei publiziert er zudem über Abhängigkeitsstrukturen von Zufallsvariablen und Verteilungen sowie das Konvergenzverhalten und Grenzwertsätze. Hinsichtlich seiner Lehrtätigkeit an der Universität Ulm ist seine Arbeit teilweise eingebettet in den Finanz- und Versicherungsschwerpunkt, der sich aus dem angebotenen Studiengang Wirtschaftsmathematik ergibt. So finden unter seiner Leitung beispielsweise Lehrveranstaltungen zu statistischen Methoden in der Biometrie statt, aber auch die Betreuung von finanzmathematischen Diplomarbeiten findet unter seiner Anleitung statt.